# خفاش‌های دماغ‌شمشیری
خفاش‌های دماغ‌شمشیری (نام علمی: Lonchorhina) نام یک سرده از تیره خفاش برگ‌بینی است.